# Turacoena sulaensis
La tórtola cuco de Sula (Turacoena sulaensis) es una especie de ave columbiforme de la familia Columbidae endémica de las islas Banggai y Sula pertenecientes a Indonesia. Antes de 2016, era considerada una subespecie de la paloma cariblanca (Turacoena manadensis).